# Період 2 періодичної системи елементів
До другого періоду періодичної системи належать елементи другого рядка (або другого періоду) періодичної системи хімічних елементів. Будова періодичної таблиці заснована на рядках для ілюстрації повторюваних (періодичних) тенденцій у хімічних властивостях елементів при збільшенні атомного номера: новий рядок починається тоді, коли хімічні властивості повторюються, тобто елементи з аналогічними властивостями потрапляють до одного вертикального стовпчика. Усі атоми другого періоду періодичної системи мають дві електронні оболонки. Зовнішня (друга) електронна оболонка може бути зайнята від одного до максимально восьми електронів (неон — [He] 2s2 2p6). Таким чином другий період містить 8 хімічних елементів. Він має більше елементів, ніж попередній: літій, берилій, бор, вуглець, азот, кисень, фтор і неон. Отже, таке розташування пояснюється сучасною теорією будови атома.

## Елементи

### Елементи у періодичній таблиці
| Група  | 1    | 2    | 3 | 4 | 5 | 6 | 7 | 8 | 9 | 10 | 11 | 12 | 13  | 14  | 15  | 16  | 17  | 18    |
|        | I    | II   |   |   |   |   |   |   |   |    |    |    | III | IV  | V   | VI  | VII | VIII  |
| Символ | 3 Li | 4 Be |   |   |   |   |   |   |   |    |    |    | 5 B | 6 C | 7 N | 8 O | 9 F | 10 Ne |

### Електронні конфігурації
| Хімічний елемент | Хімічний елемент | Хімічний елемент | Група періодичної системи | Електронна конфігурація |
| 3                | Li               | Літій            | Лужний метал              | [He] 2s1                |
| 4                | Be               | Берилій          | Лужноземельний метал      | [He] 2s2                |
| 5                | B                | Бор              | Металоїд                  | [He] 2s2 2p1            |
| 6                | C                | Вуглець          | Неметал                   | [He] 2s2 2p2            |
| 7                | N                | Азот             | Неметал                   | [He] 2s2 2p3            |
| 8                | O                | Кисень           | Неметал                   | [He] 2s2 2p4            |
| 9                | F                | Флуор            | Галоген                   | [He] 2s2 2p5            |
| 10               | Ne               | Неон             | Інертний газ              | [He] 2s2 2p6            |

### Літій

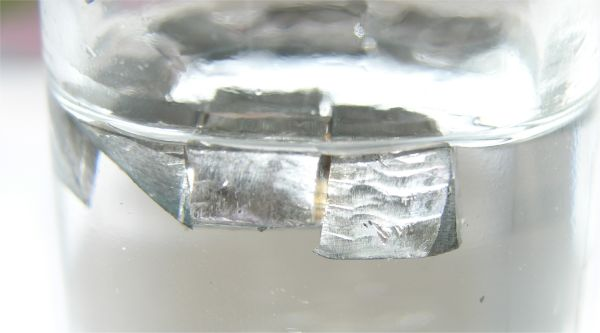
Шматочки літію плавають у гасі

Літій (Li) — хімічний елемент з атомним номером 3, має два ізотопи:6Li і7Li. При нормальній температурі та тиску сріблясто-білий, м'який лужний метал з високою реакційною здатністю. Його щільність становить 0,564 г/см−3. Найлегший зі всіх металів і з найменшою густиною усіх твердих елементів. Найпоширенішим у природі ізотопом є літій−7, позначається як 7Li, становить 92,5 % усього літію. Такий ізотоп складається з трьох протонів і чотирьох нейтронів. Ізотоп літій-6, позначається 6Li, теж стабільний, має три протона і три нейтрона. Ці два ізотопи складають весь природний літій на Землі, хоча штучно були синтезовані й інші ізотопи. У іонних з'єднаннях літій втрачає електрон і стає позитивно зарядженим катіоном Li+.
За теорією, Li є одним з небагатьох елементів, синтезованих внаслідок Великого Вибуху, тому його зараховують до списку споконвічних елементів. Літій посідає 33 місце серед найпоширеніших елементів на Землі, зустрічаючись у концентраціях від 20 до 70 мільйонних часток за вагою, але через його високу реакційну здатность у природі він зустрічається тільки у вигляді з'єднань. Найбільш багатим джерелом літій-вмісних сполук є гранітні пегматити, а також сподумен і петаліт, які є найбільш комерційно доцільними джерелами цього елемента. Метал виділяється електролітично з суміші хлориду літію і хлориду калію.
Солі літію використовуються у фармакологічній промисловості як лікарський засіб для стабілізації настрою. Вони використовуються також при лікуванні біполярного розладу, де грають певну роль у лікуванні депресії і манії, і можуть зменшити шанси суїциду. Найчастіше зі з'єднань літію застосовуються карбонат літію Li2CO3, цитрат літію Li3C6H5O7, сульфат літію Li2SO4 і оротат літію LiC5H3N2O4·H2O. Літій використовується також як анод у літієвих батареях, а його сплави з алюмінієм, кадмієм, міддю і марганцем використовуються для високоміцних частин літаків і космічних апаратів, наприклад, для зовнішнього паливного бака космічного корабля Спейс шаттл.

### Берилій

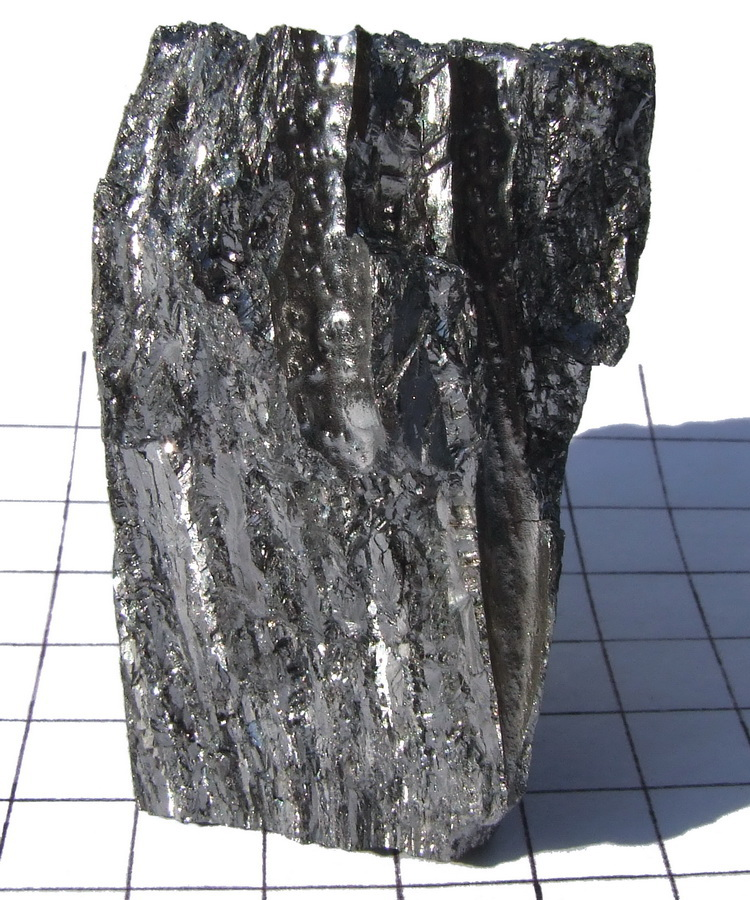
Великий шмат берилію

Берилій (Be) — хімічний елемент з атомним номером 4, існує у вигляді 9Be. При нормальній температурі і тиску берилій твердий, легкий, крихкий, двовалентний лужноземельний метал сіро-сталевого кольору, зі щільністю 1,85 г/см−3. Він має одну з найвищих температур плавлення серед усіх легких металів. Найпоширенішим ізотопом берилію є 9Be, який має 4 протона і 5 нейтронів. Він становить майже 100 % усього природного берилію, і є єдиним стабільним ізотопом, однак штучно були синтезовані й інші ізотопи. У йонних з'єднаннях берилій втрачає два валентні електрони з утворенням катіона Be2+.
Небагато атомів берилію було синтезовано під час Великого Вибуху, хоча більшість з них розпались або брали участь в атомних реакціях при створенні більших ядер, таких як вуглець, азот і кисень. Берилій є одним з компонентів у 100 з понад 4000 відомих мінералів, таких як бертрандит Be4Si2O7(OH)2, берил Al2Be3Si6О18, хризоберил Al2BeO4 і фенакіт Be2SiO4. Дорогоцінні форми берилу — аквамарин, берил червоний і смарагд. Найпоширенішими джерелами берилію, що використовується у комерційних цілях, є берил і бертрандит, і при його виробництві використовується реакція відновлення фториду берилію за допомогою металевого магнію або електроліз розплавленого хлориду берилію, з невеликим вмістом хлориду натрію, оскільки хлорид берилію поганий провідник електрики.
Завдяки високій жорсткості, невеликій масі і стабільності розмірів у широкому діапазоні температур, металевий берилій використовується як конструкційний матеріал в авіації, ракетній техніці і супутниковому зв'язку. Він використовується як легуюча добавка у берилієвій бронзі, що використовується в електричних компонентах через її високу електро- і теплопровідність Листи берилію використовуються у рентгенівських детекторах для фільтрації видимого світла і пропуску тільки рентгенівських променів. Він використовується як сповільнювач нейтронів у ядерних реакторах, оскільки легкі ядра більш ефективні в уповільненні нейтронів, ніж важкі. Низька маса і висока жорсткість берилію роблять зручним його застосування у високочастотних гучномовцях (твітерах).
Берилій та його сполуки зараховані Міжнародним агентством з вивчення раку до 1 групи канцерогенів. Вони мають канцерогенні властивості щодо відношенню до людей і тварин. Хронічний бериліоз є легеневим, гранулематозним захворюванням великого кола кровообігу, викликаним впливом берилію. Приблизно 1–15 % людей чутливі до берилію, і у них можуть розвинутись запальні реакції дихальної системи та шкіри, які називаються хронічною берилієвою хворобою або бериліоз. Імунна система організму розпізнає берилій як чужорідні частинки і готує проти них атаку, зазвичай, у легенях, через які ці частинки вдихаются. Ця реакція може спричинити гарячку, втому, слабкість, нічні потовиділення і ускладнення дихання.

### Бор

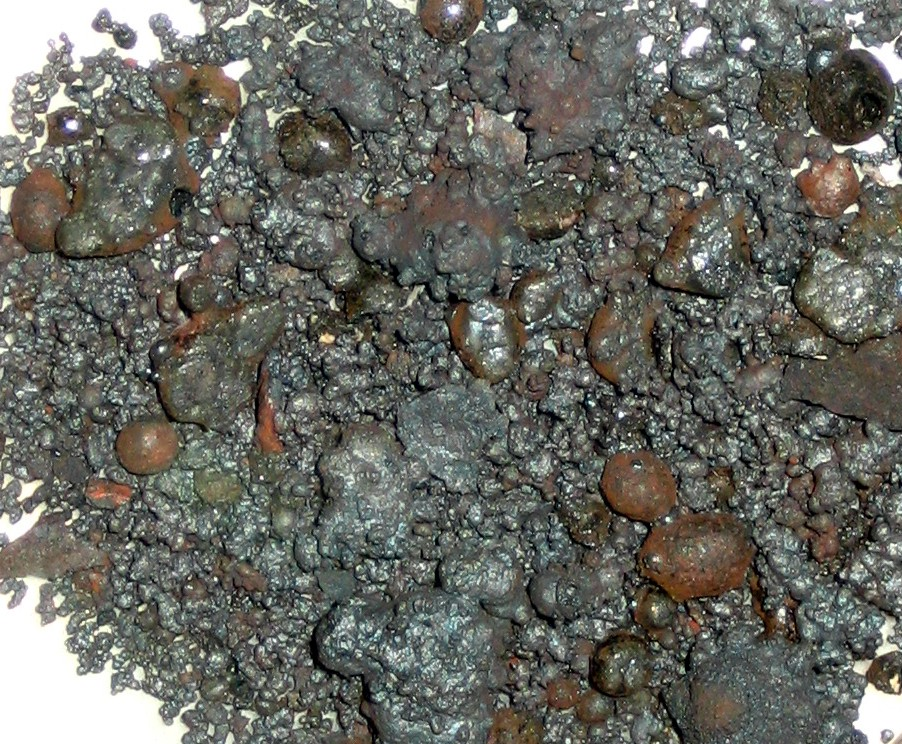
Кристали Бору

Бор (B) — хімічний елемент з атомним номером 5, існує у вигляді ізотопів 10B і 11B. При нормальній температурі та тиску бор тривалентний металоїд, що має кілька алотропних форм. Аморфний бор є коричневим порошком, який утворюється як продукт багатьох хімічних реакцій. Кристалічний бор — дуже твердий чорний матеріал з високою температурою плавлення, існує у багатьох поліморфних модифікаціях. Найбільш поширеними є дві ромбоедричні модифікації: α-бор і β-бор, містять 12 і 106,7 атомів у ромбоедричній кліті відповідно, і 50-атомний бор з тетрагональною ґраткою. Бор має щільність 2,34−3. Найпоширенішим у природі ізотопом бору є 11B (80,22 % від усієї кількості бору), що містить 5 протонів і 6 нейтронів. Також зустрічається інший ізотоп 10B (19,78 %) містить 5 протонів і 5 нейтронів. Але це тільки стабільні ізотопи, а штучно були синтезовані й інші. Бор створює ковалентні зв'язки з іншими неметалами зі ступенями окиснення 1, 2, 3 і 4. У чистому вигляді у природі бор не зустрічається, й існує тільки з'єднаннях, які звуться борати. Найпоширенішим джерелом бору є турмалін, бура Na2B4O5(OH)4·8H2O і керніт Na2B4O5(OH)4·2H2O. Чистий бор досить важко отримати. Зробити це можна відновленням його магнієм з оксиду бору B2O3. Цей оксид одержують плавленням борної кислоти B(OH)3, яку у свою чергу отримують з бури. Трохи чистого бору можна отримати термічним розкладанням метилу бору BBr3 у газоподібному водні над гарячим дротом з танталу, який діє каталізатором. Комерційно найважливішими джерелами бору є: пентагідрат тетраборату натрію Na2B4O7·5H2O, який у великих кількостях використовується при виробництві ізоляційного скловолокна і відбілювача з перборату натрію; карбід бору — керамічний матеріал, який використовується для виготовлення броньованих виробів, особливо бронежилетів для солдатів і співробітників міліції; борна кислота H3BO3, яку використовують у виробництві текстильного скловолокна і плоскопанельних дисплеїв; декагідрат тетраборату натрію Na2B4O7·10H2O і бура, яку використовують у виробництві клеїв; ізотоп бор-10 використовується в управлінні ядерними реакторами для захисту від ядерного випромінювання і у приладах для виявлення нейтронів.
Бор є одним з найважливіших мікроелементів рослин, необхідний для створення і росту міцних клітинних мембран, ділення клітин, розвитку насіння і плодів, транспортування цукру і розвитку гормонів. Проте концентрація його у ґрунті понад 1,0 мд може викликати некроз листя і поганий ріст. Рівень близько 0,8 мд може викликати ці ж симптоми у рослин особливо чутливих до бору. У більшості рослин, навіть не надто чутливих до наявності бору в ґрунті, ознаки отруєння бором з'являються при рівні вище 1,8 мд. В організмі тварин бор є мікроелементом. У дієті людини щоденний прийом становить 2,1-4,3 мг бору у день на кілограм маси тіла. Він також використовується як добавка для профілактики і лікування остеопорозу і артриту.

### Вуглець

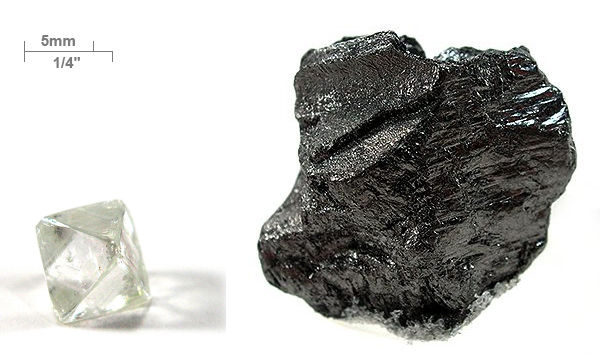
Алмаз і графіт, два різних алотропи вуглецю

Вуглець (C) — хімічний елемент з атомним номером 6, в природі існує у ізотопах12C,13C і14C. При нормальній температурі і тиску вуглець тверда речовина, що існує у різних аллотропних формах, найпоширенішими з яких є графіт, алмаз, фулерени і аморфний вуглець. Графіт — м'який, матово-чорний напівметал з гексагональною кристалічною решіткою, з дуже хорошими провідними і термодинамічно стабільними властивостями. Алмаз має вельми прозорі безбарвні кристали з кубічною ґраткою і з поганими провідними властивостями, він найтвердіший з відомих природних мінералів і має найвищий показник заломлення серед усіх дорогоцінних каменів. На відміну від структур алмазу і графіту типу кристалічної решітки, фулерени, названі на честь Річарда Бакмінстера Фуллера, є речовинами, архітектура яких нагадує молекули. Є кілька різних фулеренів, найбільш відомим з яких є «бакмінстерфуллерен» C60, назва якого також пов'язана з іменем Річарда Бакмінстера Фуллера. Просторова структура цього фулерену нагадує геодезичний купол, винайдений Фуллером. Про фулеренів відомо поки небагато, вони є предметом інтенсивних досліджень. Існує також аморфний вуглець, який не має кристалічної структури. У мінералогії цей термін використовується для посилання на сажу і вугілля, хоча вони не є цілком аморфними, оскільки містять трохи графіту або алмазу.
Найпоширенішим ізотопом вуглецю є 12C зі шістьма протонами і шістьма нейтронами (98,9 % від загальної кількості). Стабільний також ізотоп13C із шістьма протонами і сімома нейтронами (1,1 %). Незначна кількість 14C також зустрічаються у природі, але цей ізотоп є радіоактивним і розпадається з періодом напіврозпаду 5730 років. Він використовується у методі радіовуглецевого датування. Штучно синтезовані також інші ізотопи вуглецю. Вуглець утворює ковалентні зв'язки з іншими неметалами зі ступенями окиснення −4, −2, +2 і +4.
Вуглець є четвертим за поширеністю елементом у Всесвіті за масою після водню, гелію і кисню, другим у організмі людини за масою після кисню і третім за кількістю атомів. Існує майже нескінченна кількість сполук, що містять вуглець, завдяки здатності вуглецю утворювати стабільний зв'язок C—С. Найпростішими вуглецевмісними молекулами є вуглеводні, що складаються вуглецю і водню, хоча іноді вони мають у функціональних групах й інші елементи. Вуглеводні використовуються як паливо, для виробництва пластмас і у нафтохімії. Всі органічні сполуки, необхідні для життя, мають щонайменше один атом вуглецю. У з'єднанні з киснем і воднем вуглець може утворювати багато груп важливих біологічних сполук, включаючи цукор, лігнани, хітини, спирти, жири і ароматичні ефіри, каротиноїди і терпени. З азотом він утворює алкалоїди, а з додаванням сірки формує антибіотики, амінокислоти і гуму. З додаванням фосфору до цих елементів вуглець формує ДНК і РНК, хімічні коди носіїв життя, і аденозинтрифосфат (АТФ), що є найбільш важливими переносниками енергії для молекул у всіх живих клітинах.

### Азот

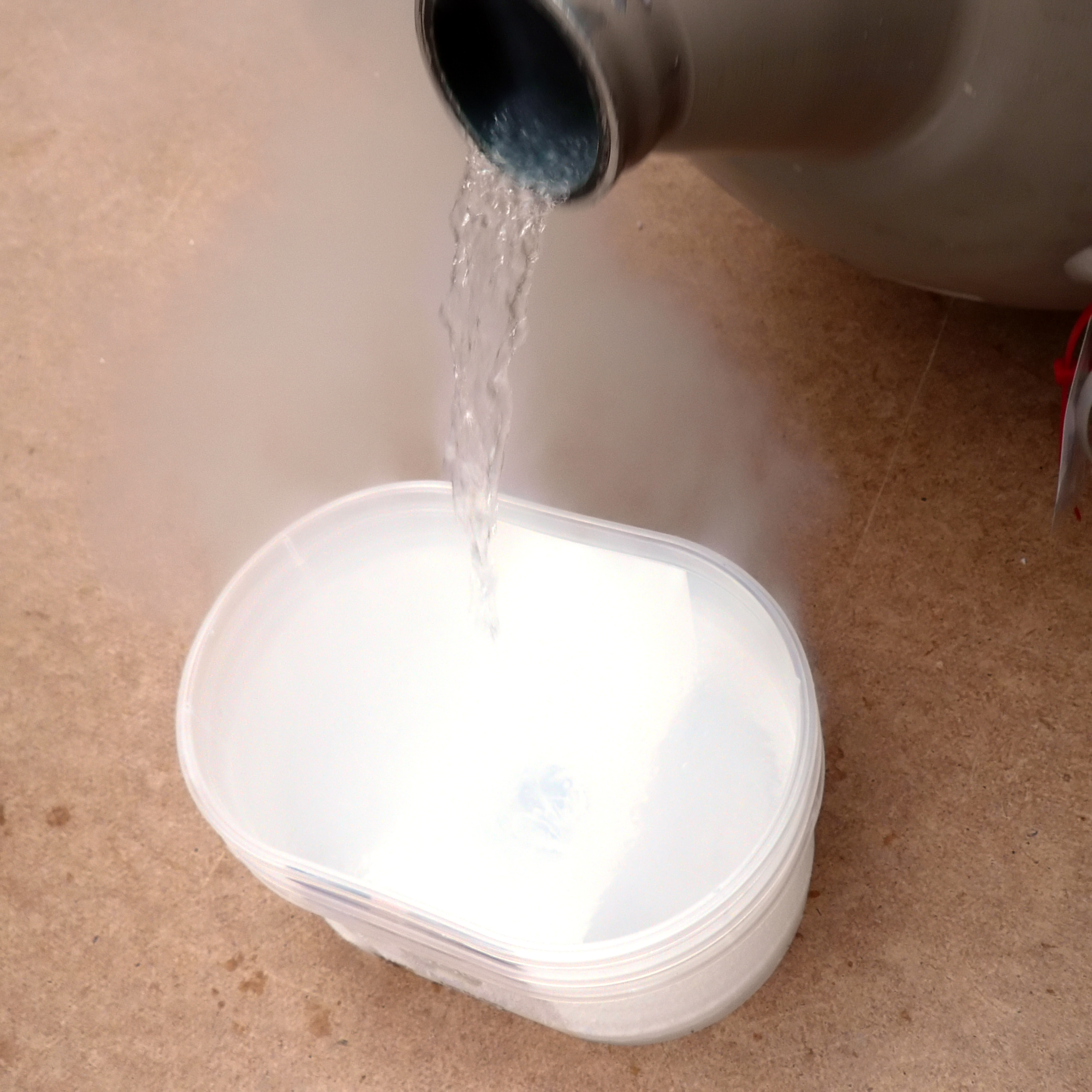
Рідкий азот

Азот (N) — хімічний елемент з атомним номером 7 і атомною масою 14,00674. При нормальних умовах азот у природі є інертним двоатомним газом без кольору, смаку і запаху, що становить 78,08 % від обсягу атмосфери Землі. Азот було відкрито як складову частину повітря шотландським лікарем Даніелем Резерфордом 1772. У природі він зустрічається у вигляді двох ізотопів: 14N і 15N.
Багато важливих для промисловості речовини, такі як аміак, азотна кислота, органічні нітрати (ракетне паливо, вибухові речовини) та ціаніди, містять азот. У хімії чистого азоту переважає надзвичайно сильний хімічний зв'язок, у результаті чого виникають труднощі як для організмів, так і для промислового виробництва у руйнуванні цього зв'язку при перетворенні молекули N2 у корисні сполуки. Але водночас таке успішне перетворення вивільнює багато енергії, якщо такі сполуки спалити, підірвати або іншим способом перетворити азот назад у газоподібний двоатомний стан.
Азот є у всіх живих організмах, а кругообіг азоту описує рух елемента з повітря у біосферу і органічні сполуки, і потім назад в атмосферу. Штучно створені нітрати є ключовими складниками промислових добрив, а також основними забруднюючими речовинами при виникненні евтрофікації водних систем. Азот є складовою частиною амінокислот, а, отже, білків і нуклеїнових кислот (ДНК і РНК). Він наявний у хімічній структурі практично всіх нейротрансмітерів і є визначальним компонентом алкалоїдів і біологічних молекул, що виробляються багатьма організмами.

### Кисень
Кисень (O) — хімічний елемент з атомним номером 8. У природі зустрічається у вигляді16O,17O і 18O, серед яких найпоширенішим ізотопом є16O.

### Фтор

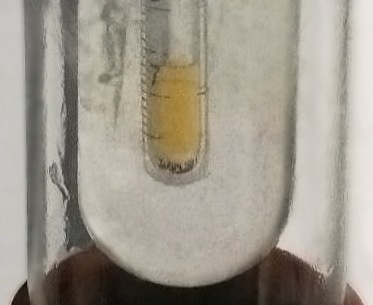
Рідкий фтор в ампулі

Фтор (F) — хімічний елемент з атомним номером 9, що має єдиний стабільний ізотоп 19F.

### Неон

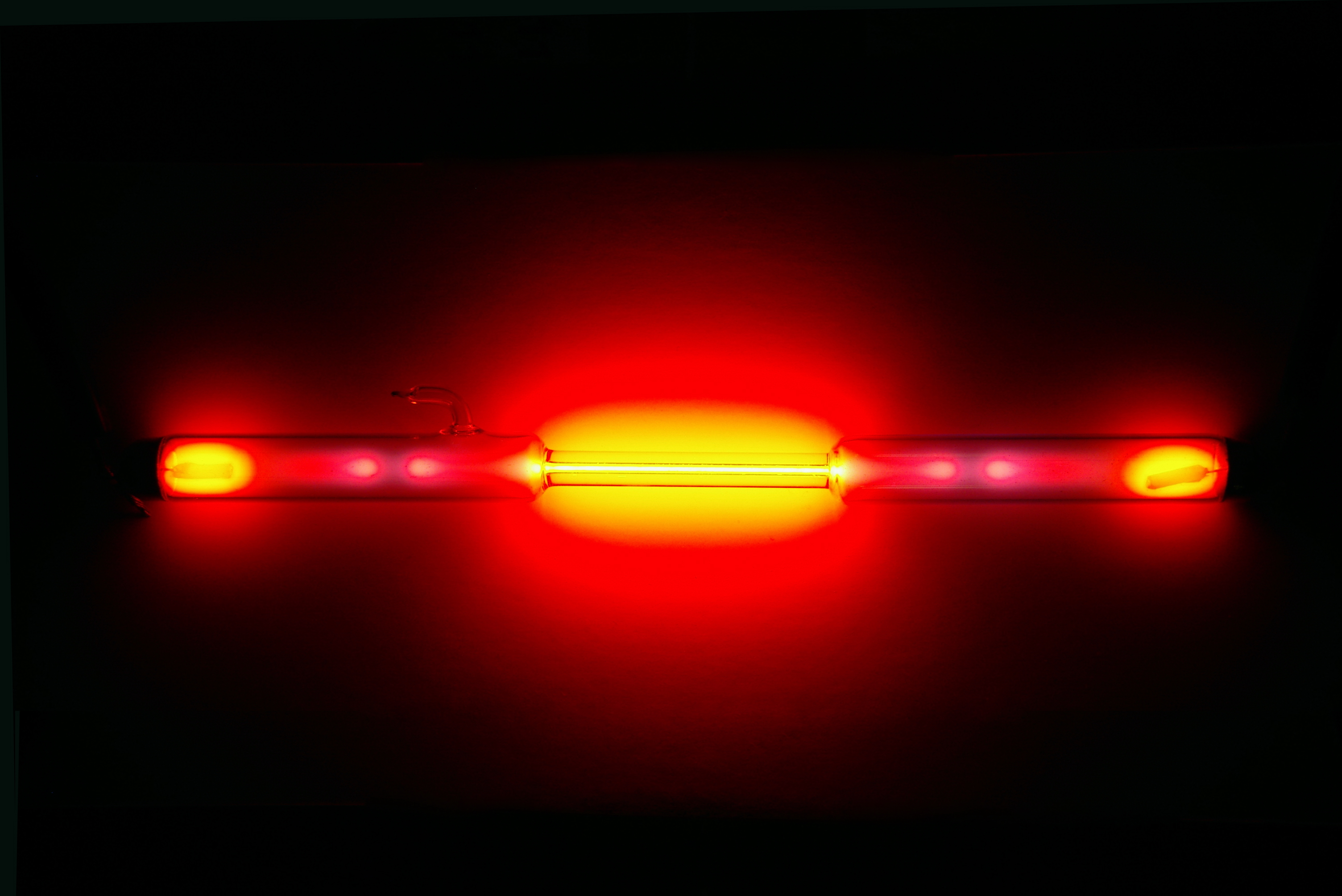
Неонова спектральна розрядна трубка

Неон (Ne) — хімічний елемент з атомним номером 10. Зустрічається в природі у вигляді 20Ne, 21Ne і 22Ne.